# Pleasant Plain (Iowa)
Pleasant Plain és una població dels Estats Units a l'estat d'Iowa. Segons el cens del 2000 tenia 131 habitants.

## Demografia
Segons el cens del 2000, Pleasant Plain tenia 131 habitants, 52 habitatges, i 39 famílies. La densitat de població era de 50,1 habitants/km².
Dels 52 habitatges en un 30,8% hi vivien nens de menys de 18 anys, en un 63,5% hi vivien parelles casades, en un 9,6% dones solteres, i en un 25% no eren unitats familiars. En el 19,2% dels habitatges hi vivien persones soles el 7,7% de les quals corresponia a persones de 65 anys o més que vivien soles. El nombre mitjà de persones vivint en cada habitatge era de 2,52 i el nombre mitjà de persones que vivien en cada família era de 2,79.
Per edats la població es repartia de la següent manera: un 27,5% tenia menys de 18 anys, un 6,1% entre 18 i 24, un 30,5% entre 25 i 44, un 26% de 45 a 60 i un 9,9% 65 anys o més.
L'edat mediana era de 34 anys. Per cada 100 dones de 18 o més anys hi havia 106,5 homes.
La renda mediana per habitatge era de 28.125 $ i la renda mediana per família de 31.250 $. Els homes tenien una renda mediana de 26.750 $ mentre que les dones 20.938 $. La renda per capita de la població era de 14.282 $. Entorn del 24,3% de les famílies i el 25% de la població estaven per davall del llindar de pobresa.

## Poblacions més properes
El següent diagrama mostra les poblacions més properes.